# ويليام شيس
ويليام شيس (بالإنجليزية: William Chace)‏ هو أكاديمي أمريكي، ولد في 1938 في نيوبورت نيوز في الولايات المتحدة.